# Burke–Hare-gyilkosságok
A Burke–Hare-gyilkosságok 1828-ban történtek Edinburghban, amikor két ír vendégmunkás, William Burke és William Hare számos embert megölt, hogy holttestüket anatómiai tanulmányozás céljából eladja. A hatóságok 1828. november 3-án jelentették be, hogy a két férfit, valamint élettársaikat 16 ember megölésével, illetve holttestük értékesítésével vádolják.
A vevő egy ismert anatómus, sebészorvos, Robert Knox volt. Hare és élettársa a mentesség fejében a vád koronatanúja lett. Burke és szeretője a vádlottak padjára került, de a bíróság csak a férfit találta bűnösnek, és halálra ítélte. 1829. január 28-án kivégezték, és testét nyilvánosan felboncolták.

## A kielégítetlen igény
Az egészségügy fejlődésével párhuzamosan egyre nagyobb lett az igény a holttestekre kutatási és oktatási célokból a 19. század eleji Nagy-Britanniában. A kereslet azonban jóval nagyobb volt, mint a kínálat, mert a törvények értelmében csak a kivégzett bűnözők tetemét lehetett felhasználni anatómiai célokra. Az orvosok igényeit a feltámasztóknak (resurrection men) nevezett emberek próbálták kielégíteni, akik ellopták a frissen temetett vagy csak felravatalozott holttesteket a temetőkből. Az orvosok gyakran tudták, hogy a tetemek bűncselekmény révén kerülnek birtokukba, de szemet hunytak felette.

## A gyilkosok

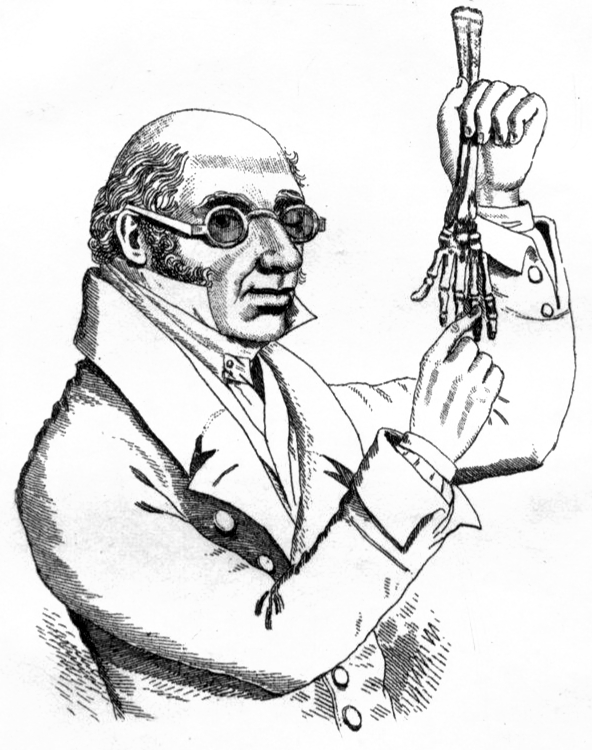
Robert Knox

William Burke és William Hare az Írország északi részén fekvő Ulsterből indultak Skóciába, hogy a Falkirk és Edinburgh közötti csatorna, a Union Canal építésén dolgozzanak kubikosként. Burke 1817 körül érkezhetett Skóciába. Írországban tagja volt a donegali milíciának. Feleségét és két gyerekét Írországban hagyta, és amikor levélben arra kérte nejét, csatlakozzon hozzá, a nő visszautasította. Ezután egy Helen MacDougal nevű nővel élt együtt, akivel feltehetően a csatorna építése során, 1818-ban Sterling közelében találkozott. Burke tudott írni és olvasni. Számos munkát kipróbált, a gyilkosságok idején cipészként tevékenykedett.
William Hare Margaret Lairddel élt együtt, akit egyes források szerint 1826-ban feleségül vett, ezért Margaret Hare-nek is nevezték. Hare-ék egy panziót (Log's Lodgings) vezettek a West Port negyedben található Tanner's Close-ban, amelyet a nő elhunyt férjétől örökölt. Együtt nevelték Laird előző házasságából származó gyerekét, míg közös gyerekük a gyilkosságsorozat idején fogant. A gyilkosságok elkövetése előtt egyik férfi sem követett el ismert bűncselekményt. Burke és Hare 1827-ben találkozott, amikor Burke szeretőjével beköltözött a panzióba.
1827 decemberében Hare egyik bérlője, egy Donald keresztnevű nyugalmazott katona természetes körülmények között elhunyt, hátrahagyva 4 font tartozást. Hare tudta, hogy nagy a kereslet a holttestekre, ezért kilopták a tetemet a koporsóból, és elvitték a városi egyetemre. Burke később azt vallotta, hogy a városban híres Alexander Monro professzort keresték, de véletlenül Robert Knox orvos-magántanárhoz irányították őket, aki örömmel fizetett 7 fontot és 10 shillinget nekik. Burke később azt vallotta, hogy a holttestért kapott, könnyen szerzett pénz adta a kezdőlökést a gyilkosságsorozathoz.
A holttesteket később is Robert Knox vette át a két férfitól. Knox nem gyakorló orvos, hanem az anatómia kutatója és oktatója, magántanár volt. Egyetemi professzor akart lenni, és ehhez felül kellett múlnia vetélytársait, így szüksége volt minél több holttestre. Valószínűleg már Burke-ék előtt is kapcsolatban volt a tetemtolvajokkal, akik Glasgow-ból, Manchester-ből és Dublinból szállítottak holttesteket. Knox ambiciózus kutató volt, a sebészeti kar múzeumának kurátoraként tevékenykedett, és könyveket írt az anatómiáról. Boncolóintézménye a Sebészek tere 10. szám alatt működött. Itt dolgozott személyes anatómiai múzeuma kurátoraként bátyja, Frederick John Knox. A hullabeszállítókkal a legközvetlenebb kapcsolatban David Paterson állt, aki kapusként dolgozott. Knoxnak legalább három segédje volt, William Fergusson, Thomas Wharton Jones és Alexander Miller. Mindhárman sikeres orvosi karriert futottak be; Fergusson ismert orvos lett Londonban, és bárói címet is kapott 1866-ban.

## A gyilkosságok

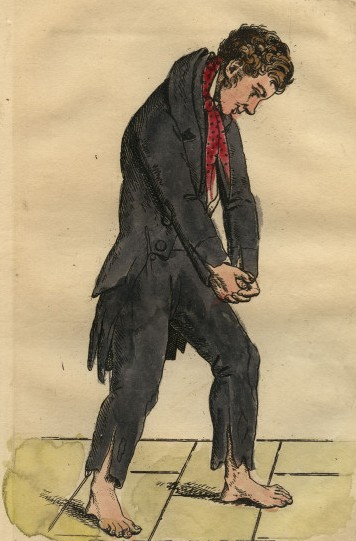
Dilis Jamie

Első áldozatuk egy másik bérlő, egy Joseph keresztnevű molnár volt 1828 elején. A férfi megbetegedett, és a páros úgy döntött, átsegíti a túlvilágra. Leitatták, egyikük lefogta, a másik pedig a száját és orrát tapasztotta be, így az áldozat külsérelmi nyomok nélkül fulladt meg. Később ez lett bevált elkövetési módjuk, amelyet az utókor William Burke-ről burkingnek nevezett el. Mivel más bérlők jó egészségi állapotban voltak, a gyilkosok úgy határoztak, idegeneket csalogatnak be az intézménybe, majd végeznek velük. Olyan áldozatokra vadásztak a város szegényei között, akiknek eltűnése nem kelt izgalmat, és a holttestüket sem ismerik fel a boncolók.
1828. február 11-én a páros találkozott egy idős asszonnyal, Abigail Simpsonnal Gilmertonból, akit meginvitáltak a panzióba. A nőt ugyanazzal a módszerrel gyilkolták meg, mint első áldozatukat. Április és október között a páros 11 embert ölt meg.
1828. április 9-én két prostituáltat, Janet Brownt és barátnőjét, Mary Pattersont csalogatták be a panzióba, és inni kezdtek. Egy vita után Brown elment. Később visszament, de nem találta a barátnőjét, akiről azt mondták, hogy Burke-kel távozott. Brown egy ideig várakozott, majd elment. Mary Patterson ekkor már halott volt, és a szomszéd szobában feküdt. Patterson népszerű prostituált volt, és Knox tanítványai közül többen felismerték. A következő áldozatuk egy idős, Effie nevű koldus lett.
1828 júniusában egy idős nőt fájdalomcsillapítók túladagolásával öltek meg, majd Hare eltörte a nő 12 éves süket unokájának a gerincét a térdén. Mindkettőjüket hordóba gyömöszölték, úgy szállították át a városon. Meggyilkolták Helen egyik rokonát, Ann MacDougalt és egy Ostler nevű mosónőt is. Június környékén a gyilkosok összevesztek, és Burke-ék elköltöztek a panzióból, de a közös munkát folytatták.
Halottak napja környékén megölték Mary Haldane-t és lányát, Peggyt, aki anyját kereste a panzióban. Októberben megölték a városban Dilis Jamie-ként ismert nyomorék James Wilsont. Knox később tagadta, hogy felismerte az áldozatot, de árulkodó jel, hogy boncolás közben eltávolította a tetem fejét és deformált lábát.
Utolsó áldozatuk egy ír asszony, Mary Docherty volt, akit 1828. október 31-én gyilkoltak meg. A hullát elrejtették az ágy alatt, de két bérlő, Ann és James Gray felfedezte. Ők jelentették fel a gyilkosokat, és ezután kezdődött meg a nyomozás.

## A tárgyalás

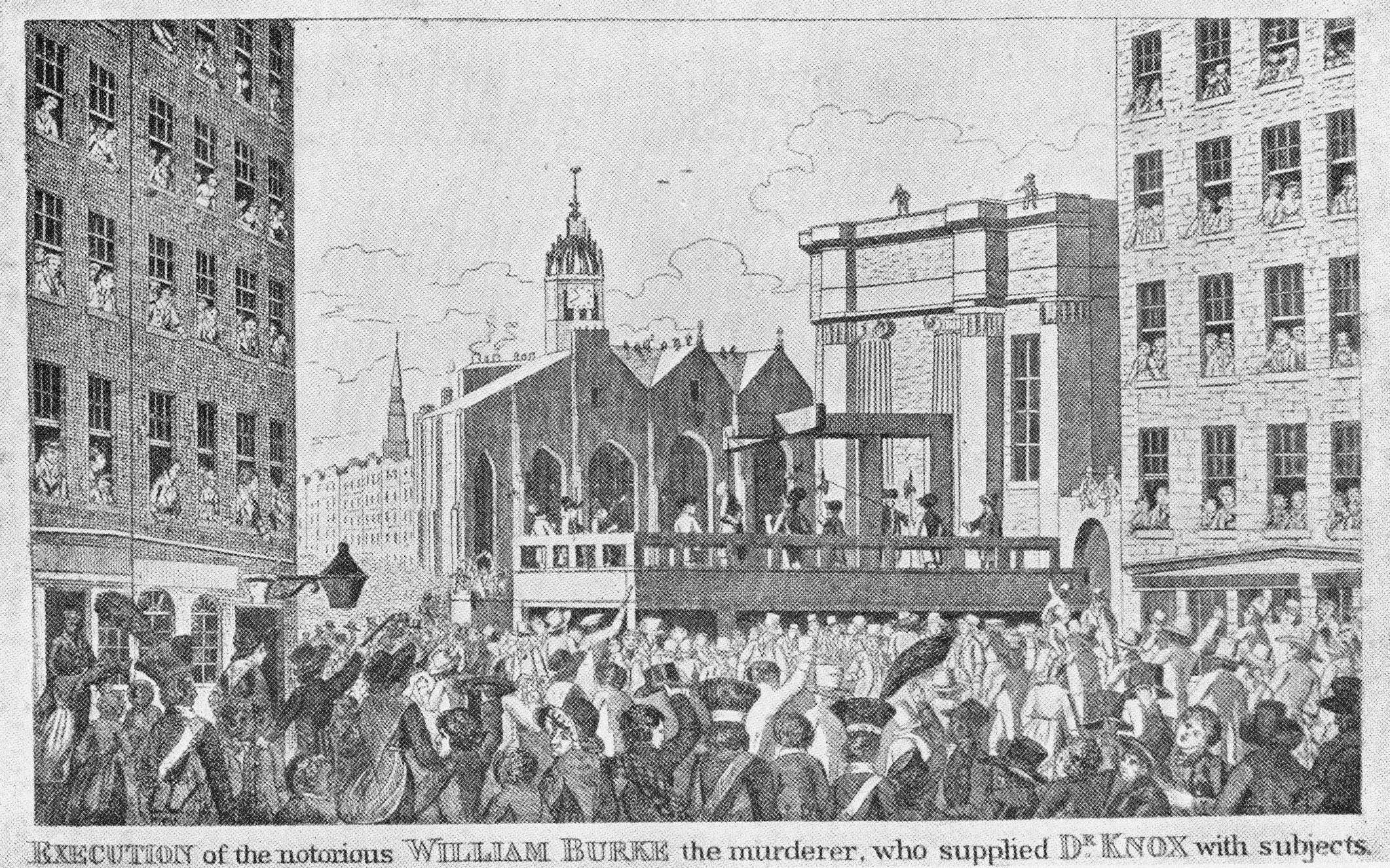
A kivégzés

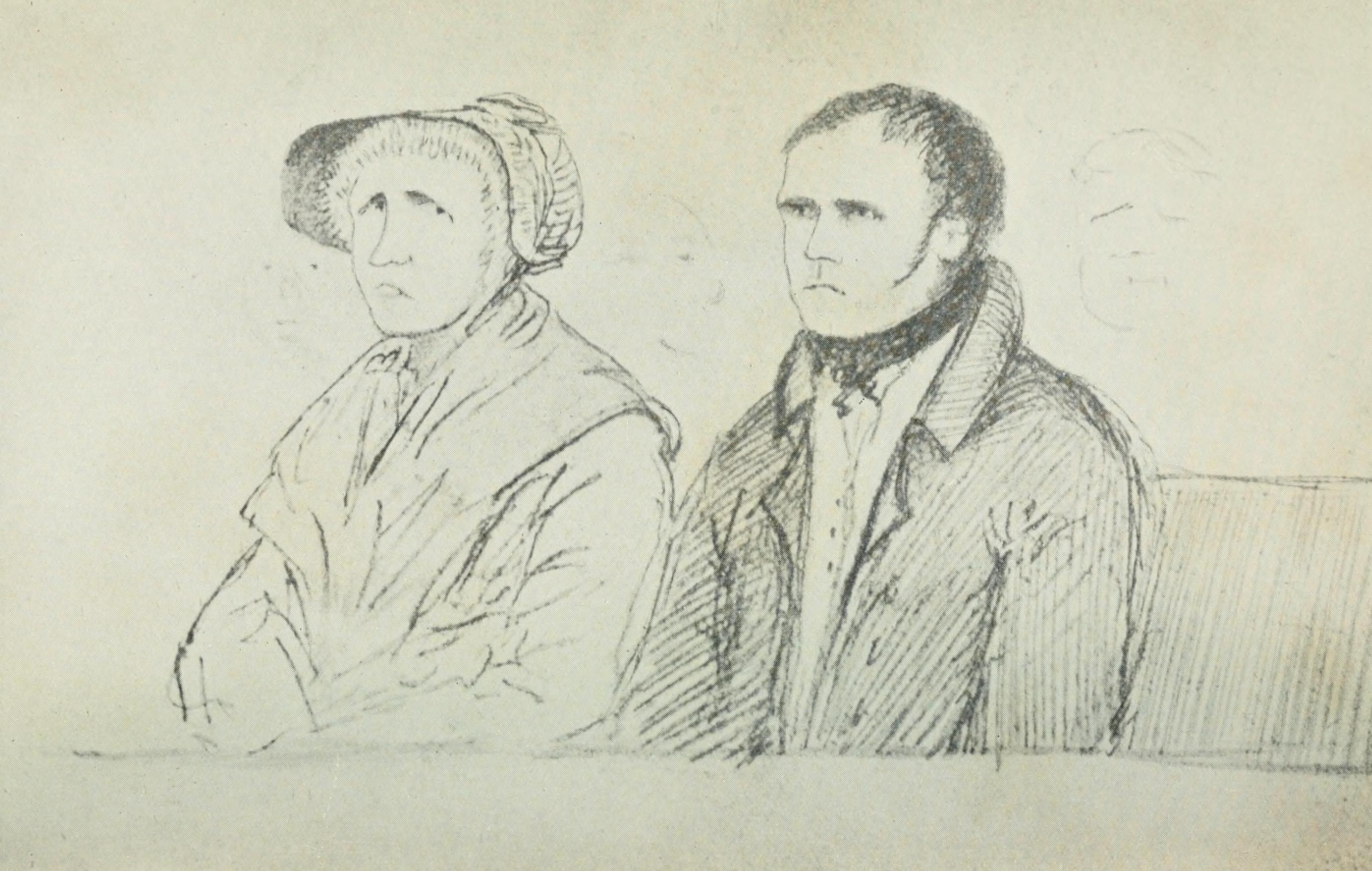
MacDougallék a tárgyaláson

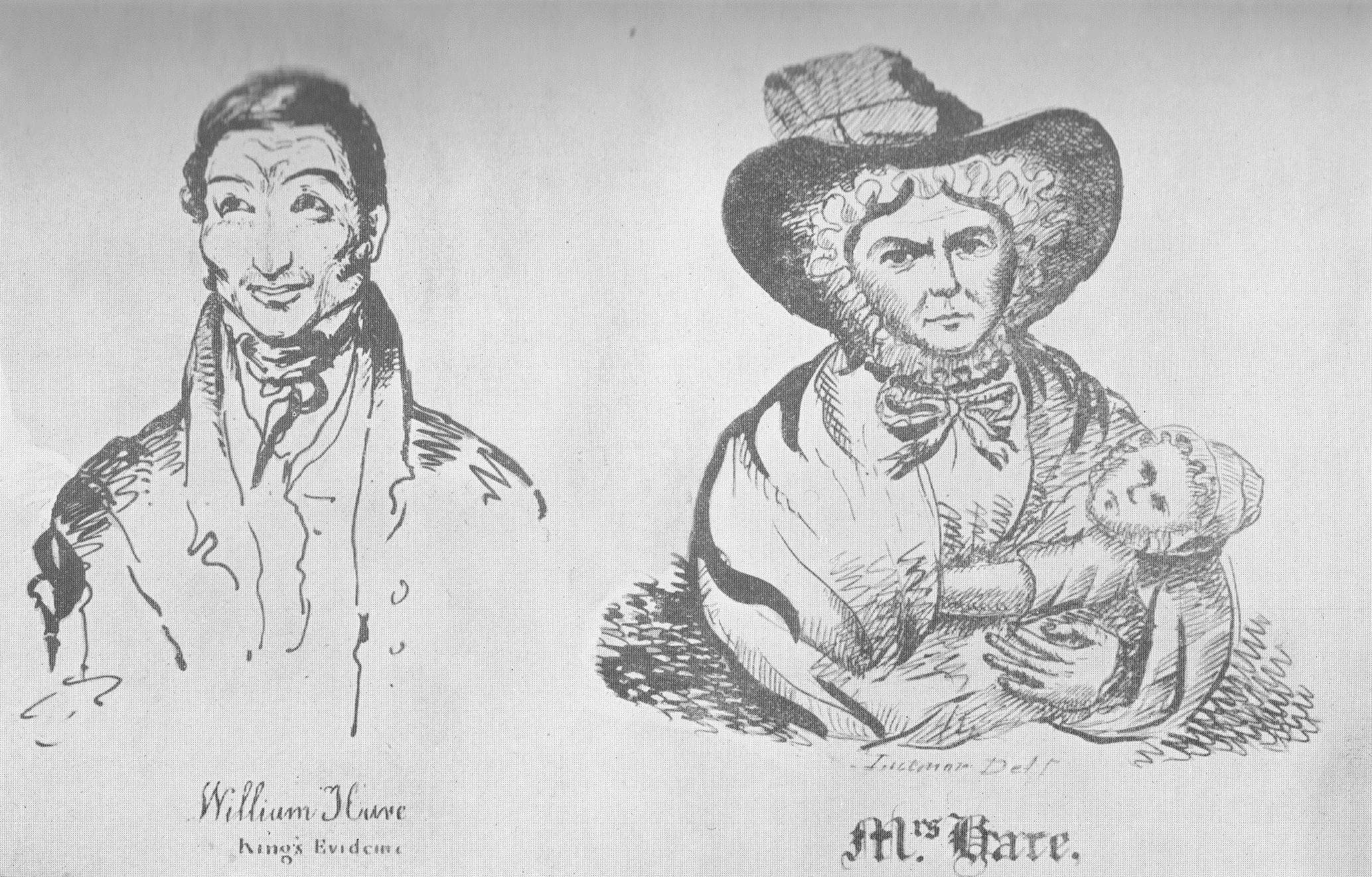
Hare-ék a tárgyaláson

Az ügyet a legfelsőbb bíróság tárgyalta, a vádat Sir William Rae, Skócia legmagasabb rangú jogásza képviselte. A vádlottakat két híres ügyvéd, James Moncrieff és Henry Cockburn védte.
Ténynek tekinthető, hogy a 16 gyilkosságot William Burke és William Hare követte el, az azonban bizonytalan, hogy a nők mennyit tudtak az eseményekről. Az ügy ismerői egyöntetűen úgy vélték, hogy Margaret Hare tisztában volt a történtekkel, talán segédkezett némelyikben, esetleg többet kezdeményezett. Burke és Hare megosztozott a holttestekért kapott pénzen, és Margaret Hare is kapott minden alkalommal egy fontot a háza használatának fejében. A korabeli vélekedés szerint Helen MacDougal is bűnrészes volt, de erre kevés közvetlen bizonyíték utal. MacDougal sok későbbi áldozatot ismert, és nála találták meg az egyik megölt nő, Mary Paterson ruháját. Burke a tárgyaláson azt állította, hogy a nő nem tudott a gyilkosságokról, hanem azt hitte, hullarablással foglalkozik, ami szintén bűncselekmény, de az emberölésnél jóval enyhébb megítélésű. William Hare és Margaret Hare a vád koronatanúja lett, őket meg sem vádolták, és bizonyítékok hiányában Helen MacDougelt sem ítélték el. Burke három hivatalos vallomást tett, és beismerte a gyilkosságokat.
Rober Knox szerepe rejtély maradt. Támogatói azt állították, bevált gyakorlat volt, hogy az anatómiát oktató orvosok nem tettek fel kérdéseket a tetemek származási helyéről, mert a testkereskedelem illegális volt. Ráadásul a páros módszere nem hagyott látható külsérelmi nyomokat az áldozatokon. Knox bírálói viszont arra hívták fel a figyelmet, hogy az orvosnak fel kellett tűnnie, hogy Burke-ék egy év alatt 17, nyilvánvalóan nem a temetőből kiásott, hanem friss holttesteket hoztak.
Amikor 1828 decemberében az ügy kirobbant, sokan bűnrészességgel vádolták meg az orvost, de tanítványai és kollégái Knox mellé álltak. Az újságok azonban nem hittek neki, és reputációja, annak ellenére, hogy még évekig tanított a városban, soha nem állt helyre. Kevéssel a tárgyalás után Knoxnak le kellett mondania kuratóriumi tisztéről, majd kénytelen volt Londonba költözni, ahol több könyvet publikált.
William Burke-öt 1829. január 28-án húszezres tömeg előtt akasztották fel Mary Docherty meggyilkolásáért, a többi emberölést nem sikerült bizonyítani, mivel nem voltak meg a tetemek. Másnap ugyanabban a teremben, ahol áldozatait vizsgálták, nyilvánosan felboncolták. Olyan sok ember akarta látni a boncolást, hogy zavargások törtek ki. Alexander Monro professzor egy tollszárat belemártott Burke vérébe, és azt írta vele egy papírra, hogy a szöveg William Burke vérével íródott, akit Edinburgh-ban akasztottak fel, és a mintát a fejéből vették. Az ügy másik három érintettje elhagyta Skóciát.
Burke csontvázát az orvosi fakultás múzeumában állították ki, míg halotti maszkját és egy könyvet, amelyet állítólag a maradványaiba kötöttek, a sebészeti múzeumban kapott helyet.

## Populáris kultúra
A gyilkosságok történetét feldolgozta Robert Louis Stevenson, valamint több film is készült róluk. Robert Wise a The Body Snatcher című filmjének Lugosi Béla és Boris Karloff, Freddie Francis a Doctor and the Devils című alkotásának pedig Timothy Dalton és Jonathan Pryce volt a főszereplője. John Landis Burke and Hare című filmjében Simon Pegg és Andy Serkis alakította a gyilkosokat.

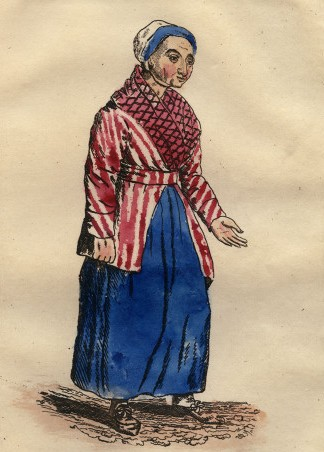
Margaret Docherty
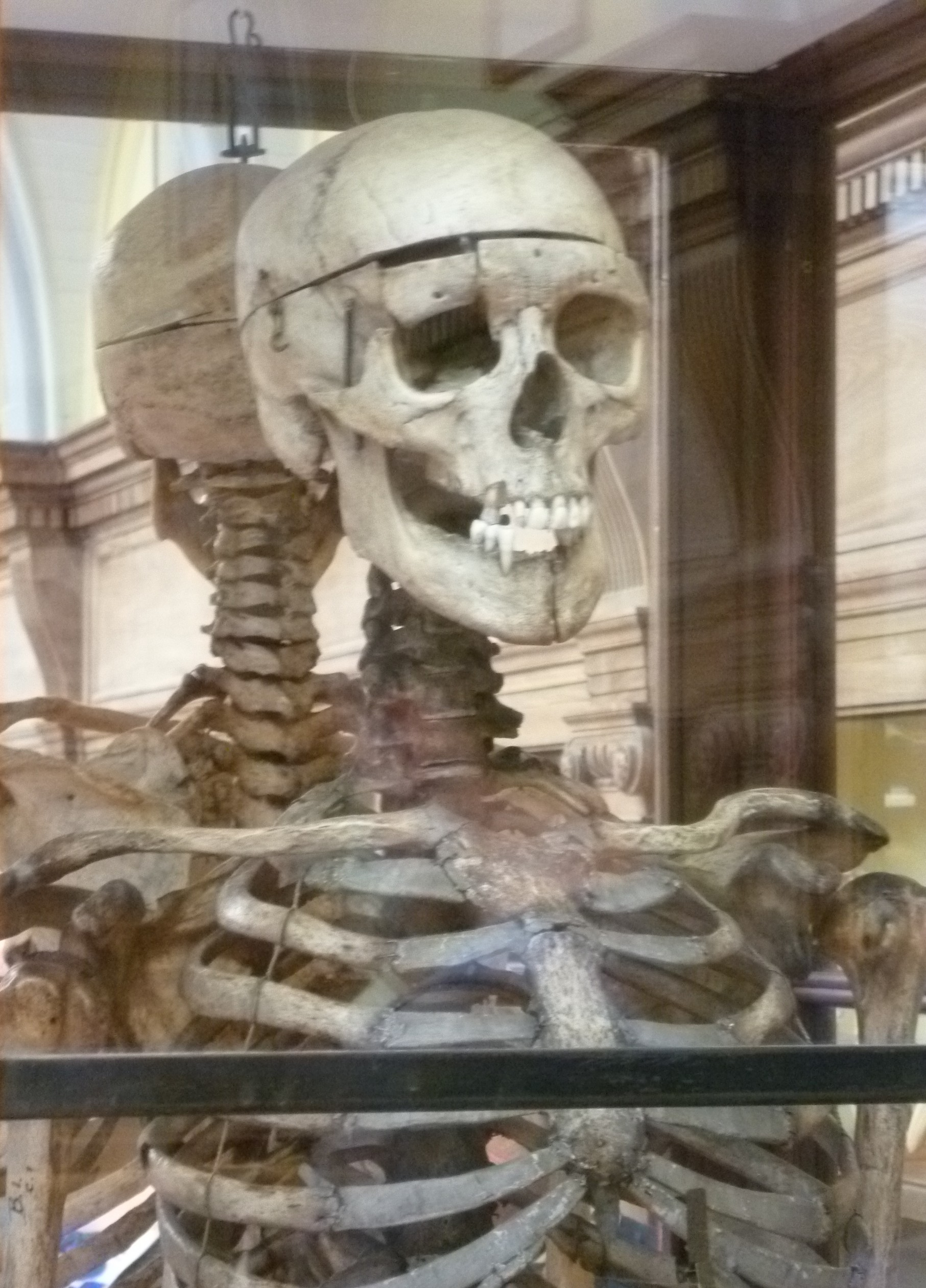
Burke csontváza
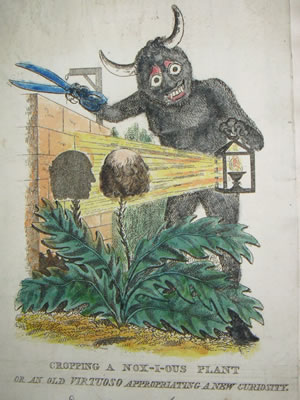
Korabeli karikatúra Knoxról
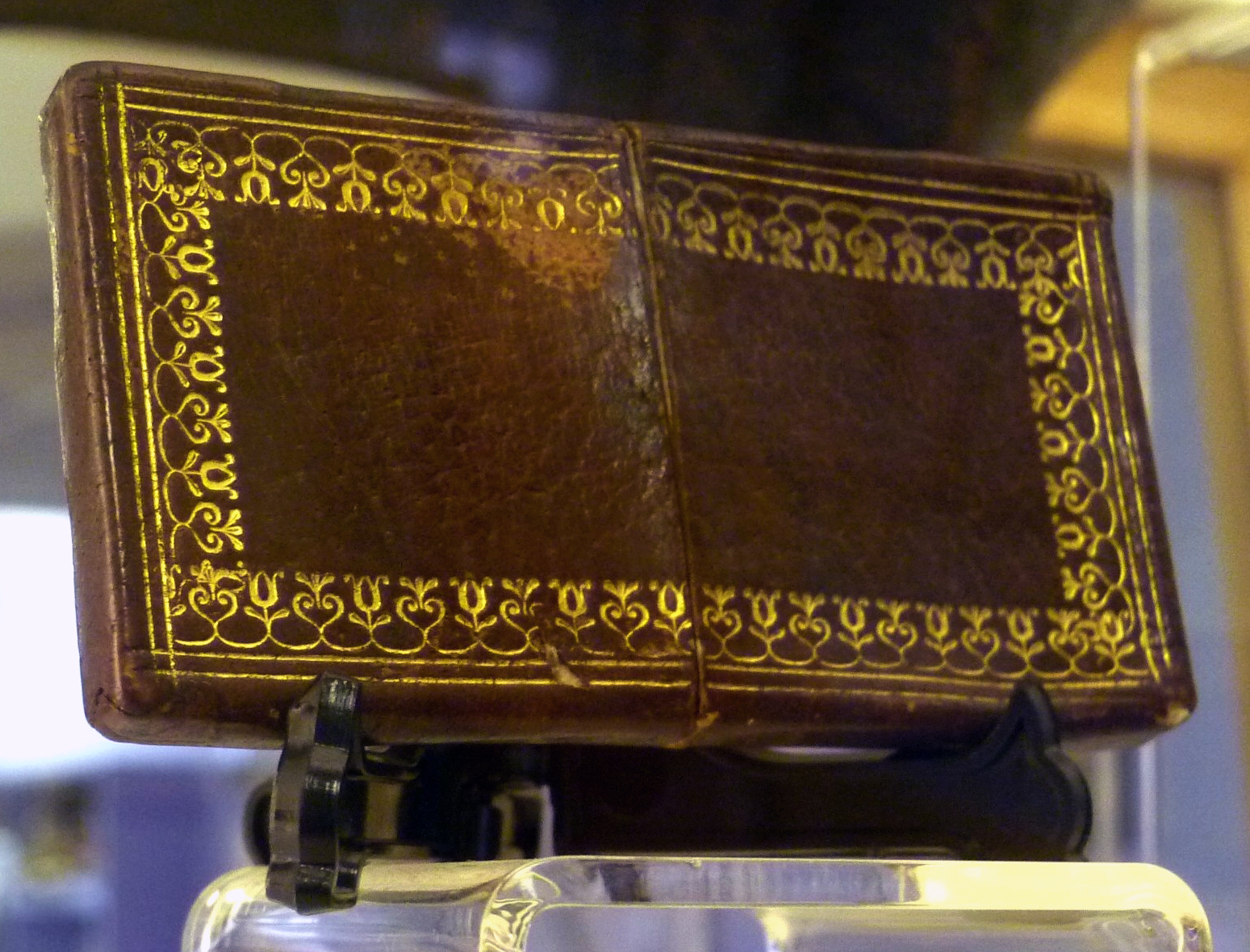
Burke bőrébe kötött névjegykártya-tartó
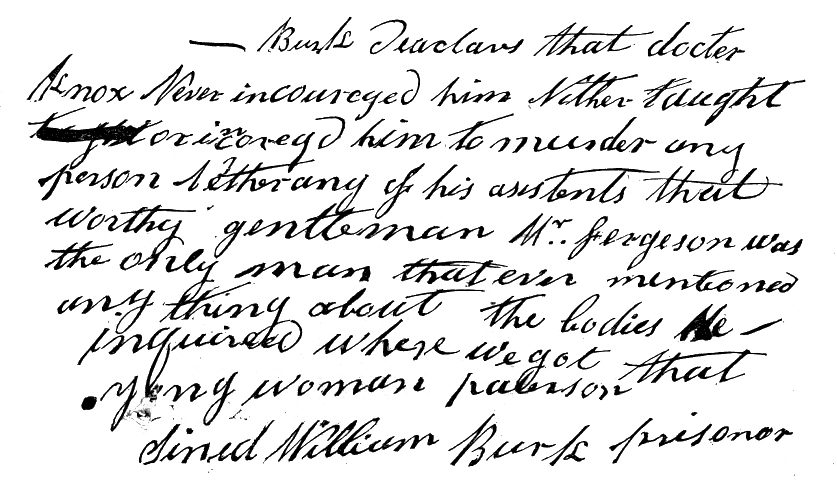
Burke vallomásának részlete
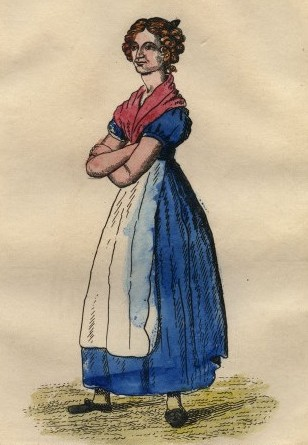
Mary Patterson